# Albert Lucas
Pour les articles homonymes, voir Lucas.
Albert Lucas est un jongleur né aux États-Unis en 1960. Il est la seule personne à flasher 13 anneaux avec un record officiel. Il aurait flashé 14 anneaux à l’entrainement mais n’a pas réussi à reproduire cette performance en public à la convention européenne de Karlsruhe en 2000. Il y a tout de même validé 7 anneaux main droite puis 7 main gauche.
Il a également détenu pendant un moment le record d’endurance à 10 anneaux et est la première personne à avoir qualifié 10 en compétition. Il fait des représentations depuis les années 1970 : des spectacles à Las Vegas et bien d’autres évènements. Il peut faire son spectacle en patinant sur la glace et est passé plusieurs années au spectacle du Busch Gardens Around the World on Ice, aux finales de la NBA ou encore de la NHL Stanley Cup (en). Il a gagné le championnat sénior de l’IJA (en) en 1984.
Il est à l’origine d’une figure autour du corps aux massues consistant à lancer entre les jambes sans les lever d’avant en arrière : l’« albert ». Le lancer inverse d’arrière en avant est appelé un « trebla ».